# Jean Baptiste Thuillier de Beaufort
Pour les articles homonymes, voir Thuillier.
Jean Baptiste Thuillier de Beaufort, né le 1er février 1751 à Lachaussé (Somme), mort le 27 juin 1824 à Paris, est un militaire français de la Révolution et de l’Empire.

## États de service
Il entre en service le 1er janvier 1774, comme lieutenant en second à l’école du génie de Mézières, et il en sort le 1er janvier 1776, avec le grade d’ingénieur (lieutenant en premier). 
Il reçoit son brevet de capitaine le 17 février 1788, et il fait les campagnes de 1792 et 1793, à l’armée du Nord, comme aide de camp du général de Caux. Il est fait prisonnier le 1er juillet 1793, à Fresnes, et il est de retour au service le 15 avril 1796, à la suite d'un échange de prisonniers.
Pendant sa captivité le Comité de salut public, le nomme chef de bataillon sous-directeur des fortifications le 21 mars 1795, et il est confirmé dans son emploi le 17 juin 1796. Employé d’abord à Bruxelles, il passe en l’an V, à l’armée de Sambre-et-Meuse, comme chef d’état-major du génie. En l’an VI, il exerce les mêmes fonctions à l’armée de Mayence, et en l’an VII, il est désigné pour prendre le commandement du génie du corps d’observation établi sur le Rhin. Il se trouve au bombardement de Philippsbourg, ainsi qu’à l’affaire devant Mannheim le 18 septembre 1799.
En l’an VIII, il prend le commandement du génie au corps du centre de l’armée du Rhin, et il se signale le 25 avril 1800 dans la plaine de Fribourg, ainsi qu’aux batailles d’Engen le 3 mai et de Biberach le 9 mai de la même année.
Sur rapport de plusieurs officiers généraux et recommandation particulière du général Grenier, le général en chef Moreau, le nomme chef de brigade le 25 juillet 1800. Passé l’année suivant à l’aile gauche de cette armée, il est honorablement cité aux combats d’Ampfing le 1er décembre 1800 et de Hohenlinden le 3 décembre suivant.
Confirmé dans son grade le 21 octobre 1800, il est nommé par le premier Consul, directeur des fortifications à Bruxelles le 24 novembre 1801. Il est fait chevalier de la Légion d’honneur le 11 décembre 1803, et officier de l’ordre le 14 juin 1804. En l’an XIII, il est désigné pour faire partie du collège électoral du département de la Dyle.
Il est admis à la retraite le 28 décembre 1809, et il est fait chevalier de Saint-Louis par le roi Louis XVIII le 16 mars 1816.
Il meurt le 27 juin 1824 à Paris.

## Sources
- A. Lievyns, Jean Maurice Verdot, Pierre Bégat, Fastes de la Légion-d'honneur, biographie de tous les décorés accompagnée de l'histoire législative et réglementaire de l'ordre, Tome 4, Bureau de l’administration, 1844, 640 p. (lire en ligne), p. 76.
- Léon Hennet, Etat militaire de France pour l’année 1793, Siège de la société, Paris, 1903, p. 14-26.
- Jean Baptiste Thuillier-Beaufort  sur roglo.eu